# George Hampson
Sir George Francis Hampson, 10è Baronet (Marylebone, 14 de gener de 1860 - Maidstone, 15 d'octubre de 1936) va ser un entomòleg britànic.
Hampson va estudiar a la Charterhouse School i a l'Exeter College, Oxford. Va viatjar a l'Índia per convertir-se en un propietari d'una plantació de te a les muntanyes Nilgiri de la presidència de Madras (actualment Tamil Nadu), on es va interessar per les papallones i les arnes. Quan va tornar a Anglaterra es va convertir en un treballador voluntari al Museu d'Història Natural, on va escriure The Lepidoptera of the Nilgiri District (1891) i The Lepidoptera Heterocera of Ceylon (1893) com a parts 8 i 9 d'Illustrations of Typical Specimens of Lepidoptera Heterocera of the British Museum. Posteriorment va començar a treballar en The Fauna of British India, Including Ceylon and Burma, Arnes (4 vols, 1892-1896).
Albert C. L. G. Günther li va oferir un lloc com a assistent al museu el març de 1895, i després d'obtenir el títol de baronet el 1896, va ser ascendit a Assistant Keeper el 1901. Després va treballar en el Catalogue of the Lepidoptera Phalaenae in the British Museum (15 vols, 1898-1920).
Es va casar amb Minnie Frances Clark-Kennedy l'1 de juny de 1893 van tenir tres fills.